# Uzbečki arapski
Uzbečki arapski (uzbečki govorni arapski, centralnoazijski arapski; uzbeki spoken arabiccentral asian arabic, jugari, kashkadarya arabic, uzbeki arabic; ISO 639-3: auz), jedan od arapskih jezika kojim govori oko 700 ljudi u uzbekistanskim provincijama Buhara i Samarkand.
Srodan je sjevernomezopotamskom arapskom [ayp]. Sjevernouzbečki služi za širu komunikaciju i kao literalni jezik.

## Vanjske poveznice
- Ethnologue (14th)
- Ethnologue (15th)